# Axelina Johansson
Axelina Johansson (* 20. April 2000 in Svenarum, Gemeinde Vaggeryd) ist eine schwedische Leichtathletin, die sich auf das Kugelstoßen spezialisiert hat und eine Zeit lang Inhaberin des schwedischen Landesrekordes war.

## Sportliche Laufbahn
Erste internationale Erfahrungen sammelte Axelina Johansson im Jahr 2016, als sie bei den erstmals ausgetragenen Jugendeuropameisterschaften in Tiflis keinen gültigen Versuch zustande brachte. 2018 schied sie bei den U20-Weltmeisterschaften in Tampere mit 13,58 m in der Qualifikationsrunde aus und im Jahr darauf verpasste sie bei den U20-Europameisterschaften in Borås mit 14,70 m den Finaleinzug. 2021 gewann sie bei den U23-Europameisterschaften in Tallinn mit 17,85 m die Bronzemedaille hinter der Niederländerin Jessica Schilder und Lea Riedel aus Deutschland. Anschließend zog sie in die Vereinigten Staaten und begann dort ein Studium an der University of Nebraska. Im Jahr darauf gelangte sie bei den Weltmeisterschaften in Eugene mit 17,60 m im Finale auf den zwölften Platz und anschließend belegte sie bei den Europameisterschaften in München mit 18,04 m den siebten Platz. 2023 wurde sie NCAA-Collegemeisterin im Kugelstoßen und zuvor verbesserte sie den schwedischen Landesrekord von Fanny Roos um zehn Zentimeter auf 19,52 m. Im Juni wurde sie dann bei der 1. Liga der Team-Europameisterschaft im Zuge der Europaspiele mit 18,32 m Dritte und sicherte sich damit ligenübergreifend die Bronzemedaille hinter der Portugiesin Auriol Dongmo und Yemisi Ogunleye aus Deutschland. Anschließend schied sie bei den Weltmeisterschaften in Budapest mit 18,57 m in der Qualifikationsrunde aus. Im Jahr darauf gelangte sie bei den Hallenweltmeisterschaften in Glasgow mit 18,68 m auf Rang acht und im August wurde sie bei den Olympischen Sommerspielen in Paris mit 18,03 m im Finale Zehnte.
2025 siegte sie mit 18,45 m überlegen bei den World University Games in Bochum.
2024 wurde Johansson schwedische Meisterin im Kugelstoßen.